# フーリエ積分作用素
数学の解析学の分野におけるフーリエ積分作用素（フーリエせきぶんさようそ、英: Fourier integral operator）は、偏微分方程式の理論において用いられるある重要な作用素である。フーリエ積分作用素の類には、微分作用素や古典的な積分作用素が、特別な場合として含まれる。
フーリエ積分作用素 T は次のように与えられる：
{\displaystyle (Tf)(x)=\int _{\mathbb {R} ^{n}}e^{2\pi i\Phi (x,\xi )}a(x,\xi ){\hat {f}}(\xi )\,d\xi }
ここで {\displaystyle {\hat {f}}} は f のフーリエ変換を表し、a(x,ξ) は x についてコンパクトな台を持つ表象であり、Φ は ξ について次数 1 の実数値同次函数である。また、a の台の上では {\displaystyle \textstyle \det({\frac {\partial ^{2}\Phi }{\partial x_{i}\partial \xi _{j}}})\neq 0} が成立することも、仮定する必要がある。これらの設定の下で、a の次数がゼロであるなら、T は L2 から L2 への有界作用素であることが示される。

## 例
フーリエ積分作用素を研究する動機の一つとして、波動作用素についての初期値問題に対する解作用素が挙げられる。実際、次のような問題を考える：
{\displaystyle {\frac {1}{c^{2}}}{\frac {\partial ^{2}u}{\partial t^{2}}}(t,x)=\Delta u(t,x)\quad {\text{for }}(t,x)\in \mathbb {R} ^{+}\!\times \mathbb {R} ^{n}}
および
{\displaystyle u(0,x)=0,\quad {\frac {\partial u}{\partial t}}(0,x)=f(x),\quad {\text{for }}f\in {\mathcal {S}}'(\mathbb {R} ^{n}).}
この問題の解は、次のように与えられる：
{\displaystyle u(t,x)={\frac {1}{(2\pi )^{n}}}\int {\frac {e^{i(\langle x,\xi \rangle +ct|\xi |)}}{2i|\xi |}}{\hat {f}}(\xi )\,d\xi -{\frac {1}{(2\pi )^{n}}}\int {\frac {e^{i(\langle x,\xi \rangle -ct|\xi |)}}{2i|\xi |}}{\hat {f}}(\xi )\,d\xi .}
上式右辺の積分は、一般的に収束するとは限らないので、振動積分として解釈される必要がある。またこの右辺は、形式的には二つのフーリエ積分作用素の和のように見えるが、各積分の係数は原点において滑らかではなく、したがって標準的な記号ではない。カットオフ函数を用いてこの特異性を除去するなら、その結果として得られる作用素は、初期値問題に対して、滑らかな函数を法とする解を提供する。したがって、初期値の特異性の伝播にのみ興味がある場合は、そのような作用素を考えれば十分である。実際、波動方程式において、音速 c が位置によって変動する場合でも、滑らかな函数を法とする解を提供するフーリエ積分作用素を見つけることは出来る。したがって、速度の変化する波動方程式の解の特異性の伝播を研究する際、およびより一般的な別の双曲型方程式を研究する際に、フーリエ積分作用素は有用な道具となる。